# 李淑賢
李 淑賢 （り しゅくけん、簡体字: 李淑贤、拼音: Lĭ Shūxían、英語: Li Shuxian、1924年9月4日 - 1997年6月9日）は、清朝最後の皇帝愛新覚羅溥儀の最晩年の妻。

## 略歴
1924年に杭県の漢族の家に生まれる 。幼くして両親を亡くし、継母の下で苦労しながら育った。働きながら夜間の職業学校に通い、看護婦の資格を取得した。この頃最初の結婚・離婚を経験している。
一方の溥儀は戦犯として撫順の政治犯収容所で収監され思想教育を受けていたが、1959年12月4日に、当時の国家主席劉少奇の出した戦争犯罪人に対する特赦令を受け、12月9日に模範囚として特赦された。それから一市民として北京で生活していたが、知人の紹介で李淑賢と知り合う。1962年4月に二人は結婚（二人とも再婚〈溥儀は5回目、李淑賢は2回目〉）。二人の結婚には、溥儀の庇護者だった周恩来首相も祝福した。溥儀は家事能力はおろか一般市民として持ち合わせている常識も欠落しており、李淑賢は最初は驚いたが、やがて愛情を感じるようになり、二人の結婚生活は仲睦まじかったと伝わっている。ちなみに、溥儀にとって生涯唯一の恋愛結婚でもあった。
1964年に溥儀は周恩来の計らいで、満洲族の代表として中国人民政治協商会議全国委員に選出された。しかし同年に血尿を発症。やがて腎臓癌を患い、生活もままならなくなっていた。当時の中華人民共和国には文化大革命の嵐が吹き荒れており、清朝皇帝という「反革命的」な出自の溥儀の治療を行うことで紅衛兵に攻撃されることを恐れた多くの病院から入院を拒否されるという屈辱的な経験を味わった。さすがにこれには周恩来も激怒して北京市内の病院に入院することになった。しかしここでも溥儀が治療を受けていることを知った紅衛兵が病院に押しかけて騒いだため、医師たちは彼に治療を施さず放置した（これも周首相の手配で、後に医師の治療を受けられるようになった）。しかしそんな状況でも、李淑賢は手厚い看病を行い、溥儀もそんな彼女に恩義を感じていた。だが腎臓癌は既に末期の状態であり、李淑賢の看病の甲斐もなく1967年10月17日に、溥儀は尿毒症も併発し61歳で死去。こうして、二人の結婚生活は5年半で幕を閉じた。なお結婚時、既に高齢だったこと（溥儀56歳、李淑賢37歳）もあり、二人の間に子女はいない。
溥儀の死後、表舞台に登場する事はなかった。また独身を通したが、溥儀の晩年の行動を残すようになった。中国の著名な著作家である賈英華は、当時母親と李淑賢（北京市東四牌楼第八條に住んでおり、近所同士だった）が親しかったこともあって、彼女にロングインタビューを行い、「末代皇帝シリーズ」と呼ばれる溥儀の伝記を多く残して世界的にも有名になった。李自身も著書『わが夫、溥儀―ラストエンペラーの妻となって』を著し、この本を基に1986年春には香港で「火龍」という溥儀の晩年（戦後から死去まで）を取り扱った映画が上映され、パン・ホン（潘虹）が彼女の役を演じた。
1995年には河北省易県にある、清朝の歴代皇帝の陵墓清西陵の近くの民間墓地「華龍皇園」の経営者が墓地の知名度を上げるために、李淑賢に溥儀の墓を作ることを提案し、李淑賢はこの案に同意。こうして溥儀の遺骨は北京市八宝山人民墓から同墓地に移された。また、後に溥儀の墓のそばに、皇后婉容（溥儀の最初の妻）と貴人譚玉齢（溥儀の側室。3番目の妻）の墓も造られた。
1997年6月9日に肺癌により、北京で死去。72歳だった。彼女自身は、北京市八宝山人民公墓に葬られている。
2004年、婉容没後の溥儀の正妻として愛新覚羅家より「皇后」に追封され、孝睿愍皇后の諡号が贈られた。

## 著書
- 『わが夫、溥儀―ラストエンペラーの妻となって』（王慶祥／編、林国本／訳　学生社、1997年）ISBN 978-4-311-60326-6